# Daigo-ji
Il Daigo-ji (醍醐寺?, Daigo-ji) è un tempio del Buddismo Shingon situato nel quartiere Fushimi di Kyoto, in Giappone. L'immagine principale del tempio (honzon) rappresenta Yakushi, il Buddha della guarigione e della medicina nel Buddismo Mahāyāna. Daigo, letteralmente la quinta, ultima e più raffinata fase nella preparazione del "ghi", viene usato in senso figurato come significato di "crème de la crème", ed è una metafora della parte più profonda del pensiero buddista, in particolare dei sutra del loto e del nirvana nel buddismo Mahāyāna.

## Storia
Il Daigo-ji venne fondato nell'874, agli inizi del periodo Heian, da un discepolo di Kobo Daishi, il monaco Shōbō, noto come Rigen Daishi (832-909).
Il complesso venne poi sviluppato e ampliato durante il regno dell’imperatore Daigo, che nel 930 dopo un periodo di malattia e la successiva abdicazione al trono a favore del figlio Firo Akira, entrò come sacerdote buddista nel tempio, con il nome di Hō-kongō. Morì poco dopo all'età di 46 anni e venne lì sepolto. Il tempio da allora assunse il suo nome.

## Tesori nazionali
Diverse strutture, tra cui la Sala d'oro (kondō) e la Pagoda a cinque piani (Goju-No-To), fanno parte dei Tesori Nazionali del Giappone. Il tempio possiede 18 tesori nazionali specificamente designati, compresi anche gli edifici e altre opere, e diverse decine di importanti beni culturali. I dipinti murali al piano terra del Goju-No-To sono ritenuti all'origine della storia dell'arte del buddismo esoterico giapponese e sono stati oggetto di una ricerca accademica che ha avuto il riconoscimento del Premio Imperiale della "Japanese Academy" nel 1960.
Come parte dei Monumenti storici dell'antica Kyoto, nel 1994 il Daigo-ji è stato inserito dall'UNESCO nella lista del patrimonio dell'umanità.
La Pagoda a cinque piani del Daigo-ji venne eretta nel 951, durante il regno dell'imperatore Murakami, figlio dell'imperatore Daigo, ed è il più antico edificio di Kyoto. Fu una delle strutture che sopravvisse alla guerra Ōnin nel XV secolo.

## Giardino
A più di sette secoli dalla fondazione del Daigo-ji, Toyotomi Hideyoshi (1536-1598), la cui opera fu determinante per la ricostruzione di alcuni edifici danneggiati dagli incendi, tenne la famosa festa dei fiori di ciliegio, chiamata Daigo no hanami (1598), all'interno del Sanbō-in, nel tempio secondario. I colori vivaci delle foglie di acero attirano molti turisti nella stagione autunnale.
Il mausoleo dell'imperatore Suzaku, conosciuto come Daigo no misasagi, si trova nei pressi del Daigo-ji.

## Struttura

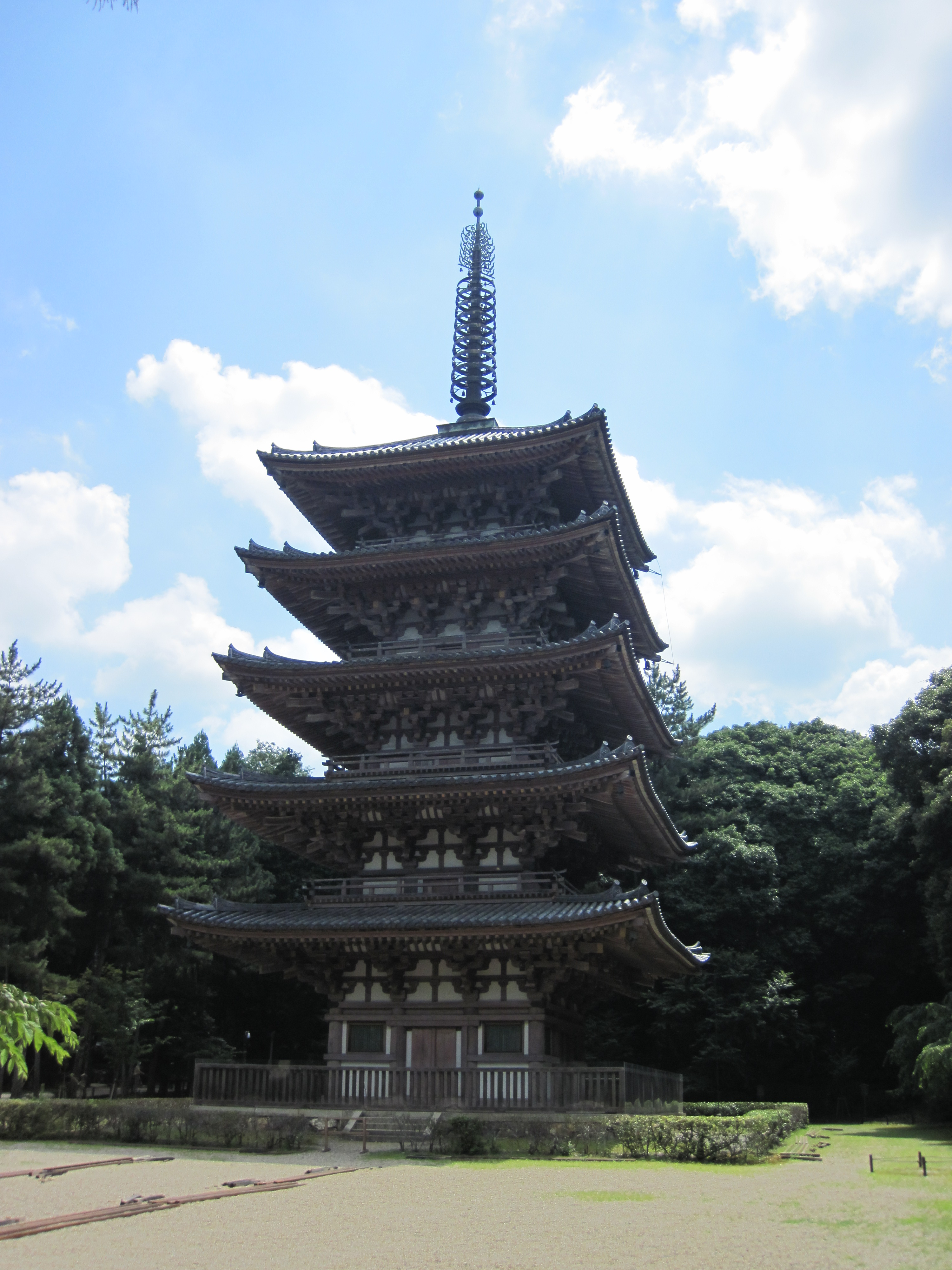
Pagoda a cinque piani

Il Daigo-ji è strutturato in tre parti: Sanbō-in, Shimo-Daigo (Daigo Inferiore), e Kami-Daigo (Daigo Superiore), rispettivamente il più vecchio, il più selvaggio e il più vicino alla cima della montagna (Daigo-san). 
Il Sanbō-in e lo Shimo-Daigo, situati sulla base della montagna, sono facilmente accessibili e rappresentano la principale attrazione turistica del tempio. 
Il Kami-Daigo invece, trovandosi sulla cima della montagna, richiede una lunga ed impegnativa escursione e riceve meno visite.
I sentieri intorno al Sanbō-in possono essere attraversati liberamente, mentre per visitare il Sanbō-in, il museo che ospita capolavori dei periodi Heian (X-XII secolo) e Kamakura (XIII-XIV), lo Shimo-Daigo, e il Kami-Daigo è richiesto il pagamento di un biglietto, cumulativo per i primi tre, distinto per il Kami-Daigo. 
Il Sanbō-in è costituito da un insieme di complessi murali, connessi tramite percorsi delineati da ciliegi in fiore. Comprende il complesso del tempio, incluso il noto giardino del tè, il museo e altre costruzioni, ed è molto vitale durante la stagione di fioritura dei ciliegi.
Lo Shimo-Daigo è costituito da un grande recinto, contenente salette staccate (Seiryugu Main Hall (Honden), Soshi-Hall (sala dedicata alla Rigen-Daishi), sala Fudo, Dai Kodo, Nyonin Hall e Benten Hall) e cui il più antico edificio sopravvissuto in Giappone, e alcuni spazi aperti.
Il Kami-Daigo si erge sulla cima della montagna. L'ingresso si raggiunge passando attraverso lo Shimo-Daigo, oppure intraprendendo un percorso accanto a Shimo-Daigo costituito da una scalinata che arriva fino alla sommità. È necessaria circa un'ora di cammino per raggiungere il complesso principale. A metà percorso si trovano un punto di ristoro e un piccolo santuario. All'ingresso del complesso principale è situata la Daigo-Sui, una sorgente d'acqua santa, che è stata l'origine del Daigo-ji e di altri edifici. Dopo altri quindici minuti a piedi si raggiunge la vetta, dove ci sono altre sale, in particolare il Kaisan-dō (開山堂? lett. "sala dei fondatori"), da cui è possibile avere un'ampia vista della città sottostante. Al di là della cima, il retro della montagna presenta altri sentieri escursionistici e l'Oku-no-in (奥之院? lett. "santuario interiore"), una grotta con diverse statue, raggiungibile in venti minuti di camminata lungo un sentiero accidentato. Vista la difficoltà nel raggiungerlo, è raramente visitato da turisti; si svolge un evento al tempio la prima domenica di Marzo. Vicino all'Oku-no-in si trova la Higashi-no-nozoki (東の覗き? prospettiva ad est) che offre una visione diversa della città.

## Eventi

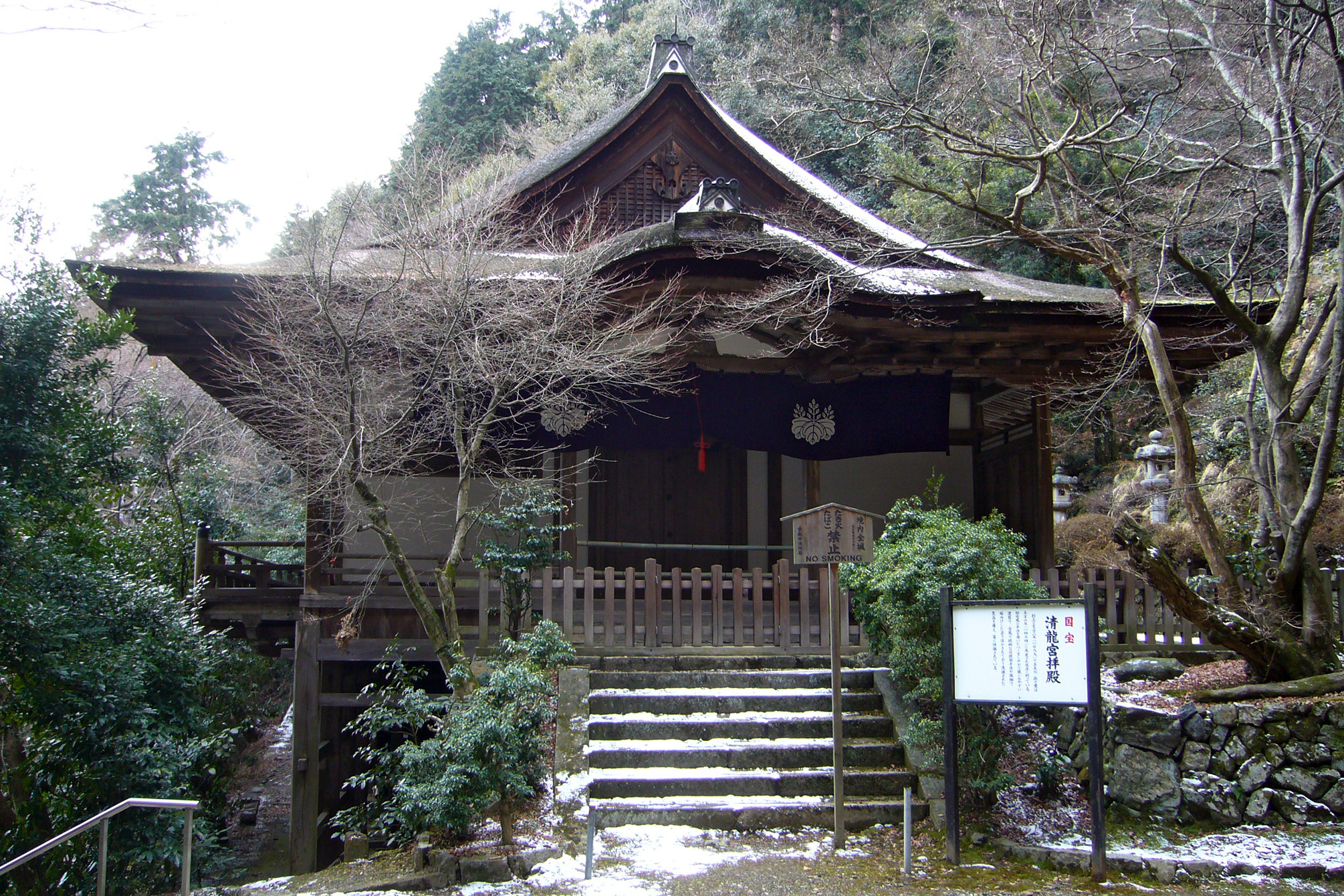
Kami-Daigo

Il 24 agosto del 2008, il Juntei Kannon-dō, una sala situata in cima alla collina ad est del tempio, è stata distrutta da un incendio. Si trovava nella parte del Kami-Daigo, l'undicesimo dei 33 templi del Kansai Kannon Piligrimage. La struttura risale al 1968. Questo ha portato alla chiusura temporanea della parte alta (Kami-Daigo-ji) per il restauro, riaperta il primo luglio del 2009.